# Млинов
Мли́нов (укр. Млинів) — посёлок в Дубенском районе Ровненской области Украины. Административный центр Млиновской поселковой общины.

## Географическое положение
Посёлок расположен на реке Иква. Расстояние до областного центра — 54 км.

## История

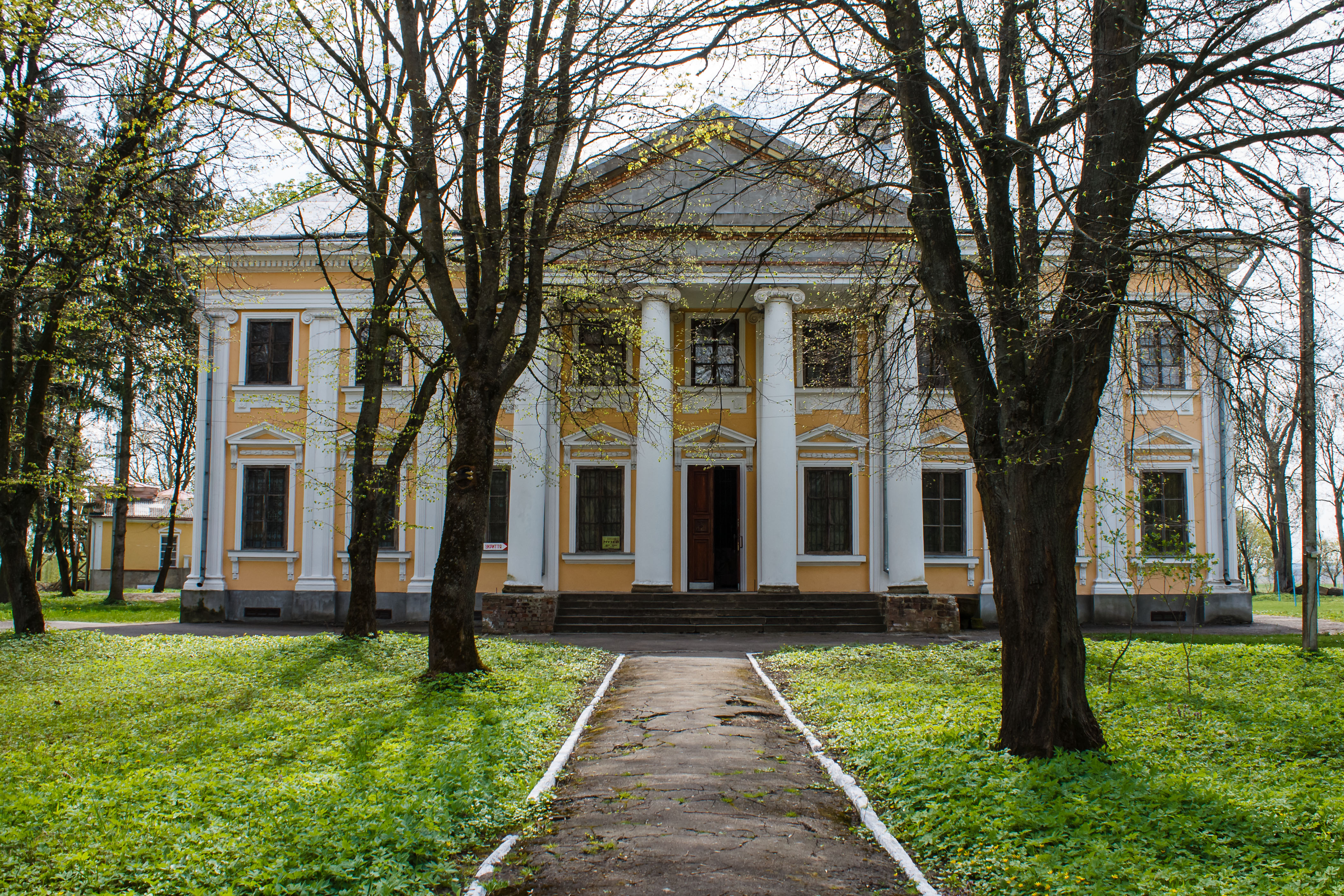
Усадьба Корецких

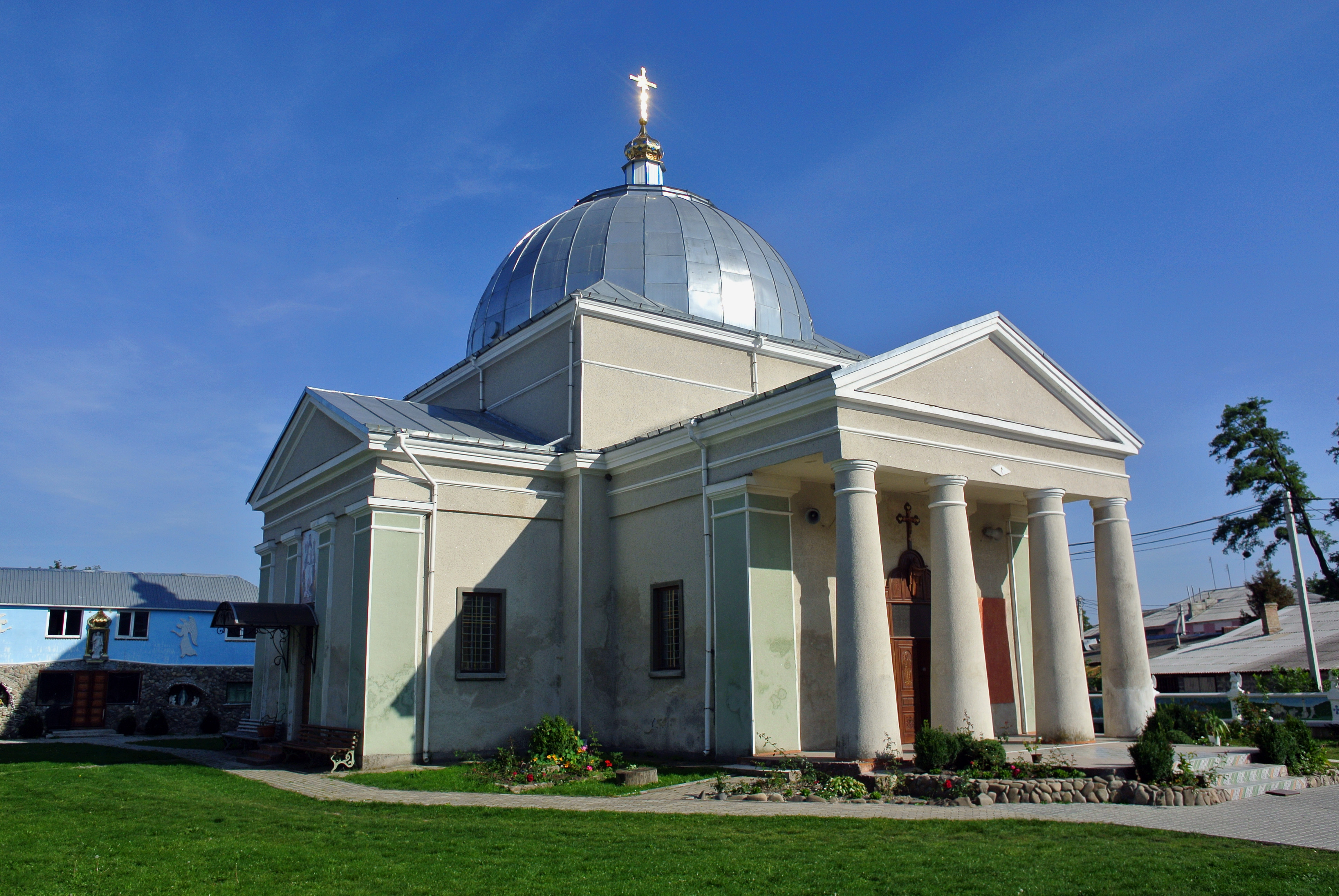
Покровская церковь

На нынешней северной окраине поселка ранее существовал древнерусский город Муравица (Моравица) (упоминание 1149 года), расположенный на правом берегу реки Иквы.
Впервые селение упоминается в 1508 году, когда Александр Ягеллончик подарил поселение Москвитину Бобру.
В 1508 г. Сигизмунд I после смерти последнего владельца и из-за отсутствия наследников передал Млинив кременецкому наместнику Якову Монтовтовичу.
После Люблинской унии 1569 года оказалось в составе Речи Посполитой.
В акте 1562 г. Млинов упоминается как владение Яна Монтовта-Коблинского.
В ходе восстания Богдана Хмельницкого население Млинова поддержало восставших.

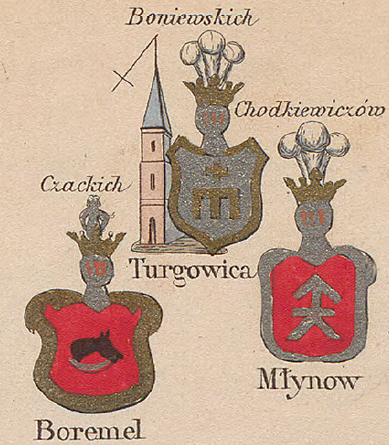
Торговица, Боремель и Млинов на карте Зигмунда Гертсмана.

В 1789 году Ходкевичи добиваются королевской привилегии проводить в Млинове четыре ярмарки в год. В 1790 году начинается строительство дворца по проекту архитекторов Шлегеля и Слоневского.
В 1795 году Млинов вошёл в состав Российской империи. Стало селом Волынского наместничества, в 1797 году — Дубенского повета Подольской губернии, и с 1804 года являлся местечком Дубенского уезда Волынской губернии.
В ходе первой мировой войны в 1915 году Млинов оказался в зоне боевых действий.
После окончания советско-польской войны в соответствии с Рижским мирным договором в 1921—1939 гг. находился в составе Волынского воеводства Польши.
После начала второй мировой войны ставка польского главнокомандующего Э. Рыдз-Смиглы 13 сентября 1939 года переехала в Млинов, но уже 15 сентября 1939 года покинула населённый пункт и выехала к польско-румынской границе.
В ходе Великой Отечественной войны с 24 июня 1941 до 1944 года находился под немецкой оккупацией. В посёлке располагались немецкая жандармерия и украинский полицейский участок.
В мае 1942 года еврейское население было заключено в гетто, которое было ликвидировано на рубеже сентября и октября 1942 года. При первом расстреле подразделение СД из Ровно вместе с немецкой жандармерией и украинской полицией расстреляло 980 евреев, а при втором расстреле ещё 520.
В марте 1943 года украинские полицейские из Млинова перешли в УПА, поэтому немцы усилили свой гарнизон в городе. Во время Волынской резни около 2000 поляков, спасаясь от террора со стороны украинских националистов, нашли убежище в посёлке, была организована самооборона. Однако, за исключением единичного обстрела села, нападение УПА на Млинов не состоялось.
4 апреля 1945 года здесь началось издание районной газеты.
В 1959 году село Млинов получило статус посёлка городского типа. В 1974 году здесь действовали пищекомбинат, маслосыродельный завод, комбикормовый завод и зооветеринарный техникум.
В мае 1995 года Кабинет министров Украины утвердил решение о приватизации находившегося здесь АТП-15641.
В ходе административно-территориальной реформы в Украине, в 2020 году Млиновский район был упразднён, а посёлок стал административным центром Млиновской поселковой общины Дубенского района.

## Население
В январе 1989 года численность населения составляла 8564 человека.
По состоянию на 2023 года численность населения составляла 8 тысяч человек.

### Языковой состав
Родной язык населения по данным переписи 2001 года:
| Язык       | Численность, чел. | Доля     |
| ---------- | ----------------- | -------- |
| Украинский | 8 323             | 98,54 %  |
| Русский    | 118               | 1,40 %   |
| Другие     | 5                 | 0,06 %   |
| Итого      | 8 446             | 100,00 % |

## Инфраструктура
Лесхоз, пищевая промышленность. Есть зооветеринарный техникум.

## Транспорт
В 26 км от ж/д станции Дубно на линии Здолбунов — Красное.
Через Млинов проходит автодорога Т-1806 Перемышляны — Буск — Берестечко — Ровно.

## Местный совет
35161, Ровненская обл., Млиновский р-н, пгт Млинов, ул. Ватутина, 1.